# Championnats de Saint-Christophe-et-Niévès de cyclisme sur route
Les championnats de Saint-Christophe-et-Niévès de cyclisme sur route sont les championnats nationaux de cyclisme sur route organisés par la Fédération de Saint-Christophe-et-Niévès de cyclisme.

## Hommes

### Podiums de la course en ligne
| Année | Vainqueur        | Deuxième         | Troisième    |
| ----- | ---------------- | ---------------- | ------------ |
| 2006  | Reginald Douglas | Keith Jones      | James Weekes |
| 2007  | Reginald Douglas | James Weekes     | Keith Jones  |
| 2009  | Reginald Douglas | Gerard Browne    | James Weekes |
| 2010  | Reginald Douglas | James Weekes     | Greg Phillip |
| 2011  | Reginald Douglas | James Weekes     | Greg Phillip |
| 2012  | Patricio Carty,  | Reginald Douglas |              |

### Podiums du contre-la-montre
| Année | Vainqueur        | Deuxième         | Troisième      |
| ----- | ---------------- | ---------------- | -------------- |
| 2007  | James Weekes     | Reginald Douglas | Keith Jones    |
| 2009  | Reginald Douglas | James Weekes     | Winston Crooke |
| 2010  | Reginald Douglas | James Weekes     | Matt Lloyd     |
| 2011  | James Weekes     | Reginald Douglas | Greg Phillip   |
| 2012  | Reginald Douglas | James Weekes     | Patricio Carty |

## Femmes

### Podiums de la course en ligne
| Année | Vainqueur         | Deuxième        | Troisième         |
| ----- | ----------------- | --------------- | ----------------- |
| 2006  | Kristina Stoney   | Miranda Fellows | Sarah Petre-Mears |
| 2007  | Kristina Stoney   | Miranda Fellows | Valerie Smithen   |
| 2009  | Kathryn Bertine   | Monica Ceccon   | Kristina Stoney   |
| 2010  | Kathryn Bertine   | Monica Ceccon   |                   |
| 2011  | Kathryn Bertine   |                 |                   |
| 2012  | Sarah Petre-Mears |                 |                   |

### Podiums du contre-la-montre
| Année | Vainqueur       | Deuxième        | Troisième       |
| ----- | --------------- | --------------- | --------------- |
| 2007  | Kristina Stoney | Miranda Fellows |                 |
| 2009  | Kathryn Bertine | Monica Ceccon   | Kristina Stoney |
| 2010  | Kathryn Bertine | Monica Ceccon   | Laura Talaga    |
| 2011  | Kathryn Bertine |                 |                 |

## Hommes Juniors

### Podiums de la course en ligne
| Année | Vainqueur     | Deuxième       | Troisième |
| ----- | ------------- | -------------- | --------- |
| 2010  | Assim Chapman |                |           |
| 2011  | Assim Chapman | Ishawn Jeffers |           |

### Podiums du contre-la-montre
| Année | Vainqueur     | Deuxième       | Troisième      |
| ----- | ------------- | -------------- | -------------- |
| 2010  | Assim Chapman |                |                |
| 2011  | Assim Chapman | Ishawn Jeffers | Kurtis Huggins |

## Femmes Juniors

### Podiums de la course en ligne
| Année | Vainqueur   | Deuxième | Troisième |
| ----- | ----------- | -------- | --------- |
| 2010  | Sacha Lloyd |          |           |

### Podiums du contre-la-montre
| Année | Vainqueur   | Deuxième | Troisième |
| ----- | ----------- | -------- | --------- |
| 2010  | Sacha Lloyd |          |           |